# Ernst Zimmer (Maler)
Ernst Zimmer (* 10. Mai 1864 in Lorenzberg, Landkreis Strehlen, Schlesien; † 16. Juli 1924 in Bamberg) war ein deutscher Maler und Illustrator.

## Leben

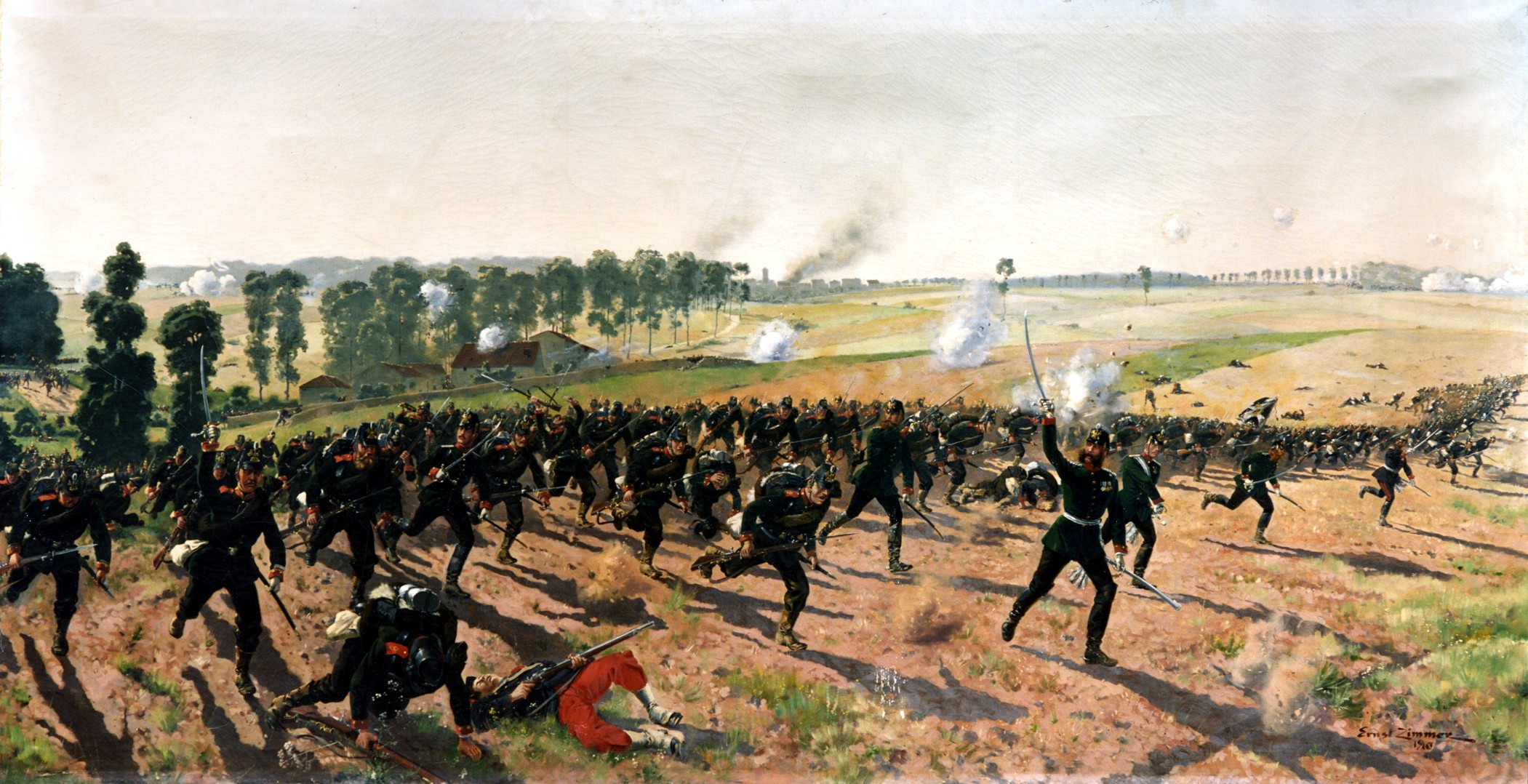
Das Lauenburgische Jäger-Bataillon Nr. 9 bei Gravelotte von Ernst Zimmer (1910)

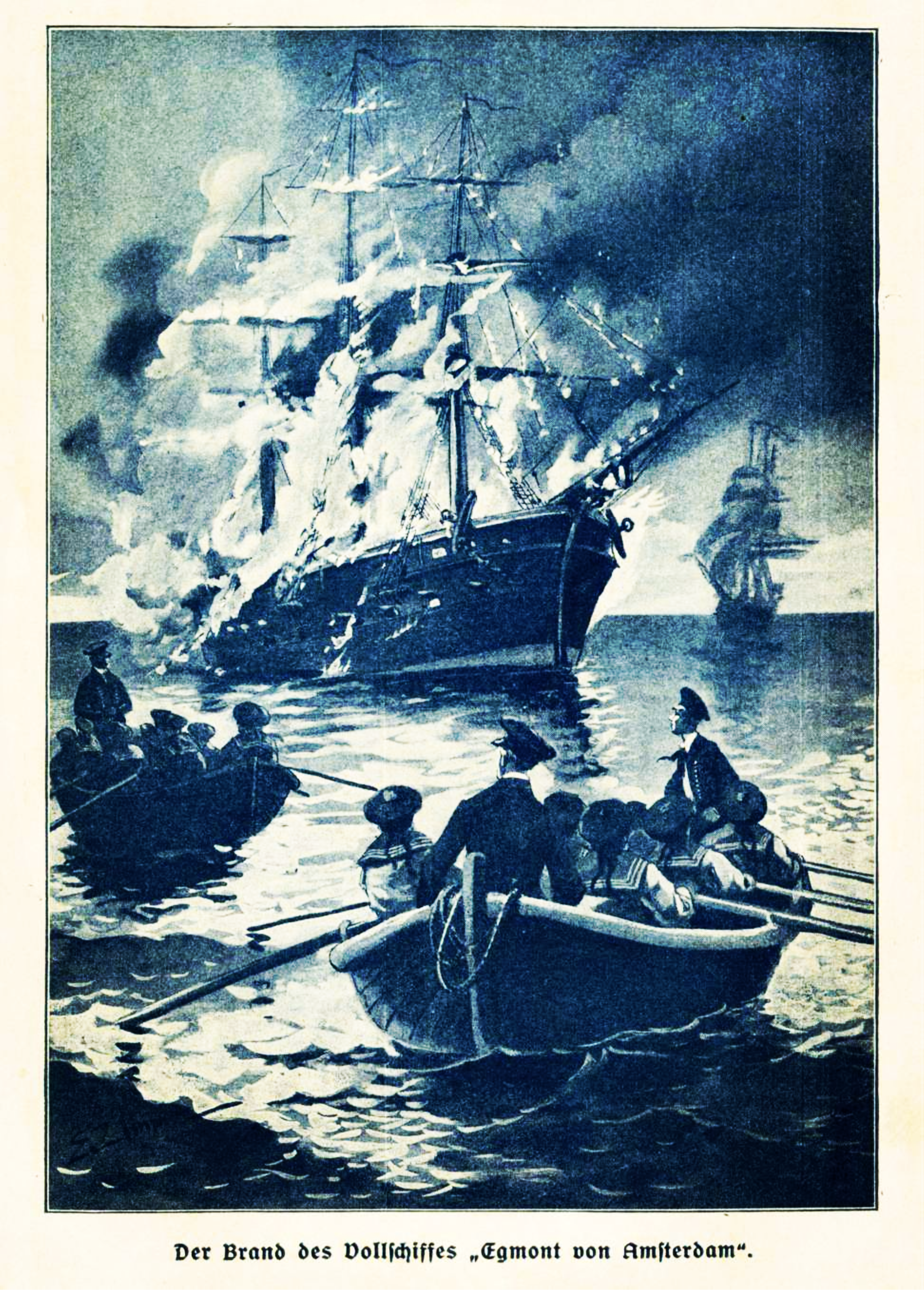
Illustration Der Brand des Vollschiffs Egmond von Amsterdam von Ernst Zimmer aus dem Jahr 1910

Ernst Zimmer wurde im schlesischen Lorenzberg als Sohn armer Dorfleute geboren, wo er in jungen Jahren als Kuhhirte arbeitete. Nachdem sein zeichnerisches Talent erkannt wurde, durfte er an der Kunstschule in Danzig Unterricht in der Porzellanmalerei nehmen. 1887 erschien seine Illustration des Buches Ernste und heitere Erinnerungen eines Ordonnanzoffiziers des Schriftstellers Karl Tanera. Seinen späteren Meisterlehrer, den Militärmaler und Kunstprofessor Louis Braun, traf er 1895 bei einer militärischen Feier und folgte ihm nach München.
1903 kam Zimmer nach Bamberg, dort schuf er neben Schlachtenmalereien auch Landschafts- und Stadtansichten sowie Illustrationen für ein historisches Buch. Drei Jahre später fragte er beim bayerischen Kriegsministerium an, Begleiter der Kriegskompanie im nächsten Krieg sein zu dürfen. Dies geschah im September 1914, als seine Zuteilung als offizieller Schlachtenmaler des Armeekorps erfolgte, jedoch kam es zum vorzeitigen Abbruch. Aus einem ein Jahr später erschienenen Brief geht Zimmers Enttäuschung über den Abbruch hervor, indem er klagt, es hätte:

„keine Gelegenheit gegeben […], Studien im Feld zu machen. Wer weiß, ob ich da je wieder hinaus komme. Sollte aber Noth am Mann sein, greif ich selber noch zur Waffe u. komme als Vaterlandsverteidiger doch noch hinaus…“

Nach Zimmers Tod war seine Ehefrau Henriette in finanzieller Not. Deswegen verkaufte sie die Waffen- und Uniformsammlung ihres Mannes an einen Pastor aus Stettin. Den künstlerischen Nachlass übergab sie der Stadt Bamberg. Die etwa 600 künstlerischen Werke, bestehend aus Aquarellen und Zeichnungen, wurden auch noch 90 Jahre nach seinem Tod nicht geordnet oder aufgearbeitet.

## Tätigkeit als Schlachtenmaler

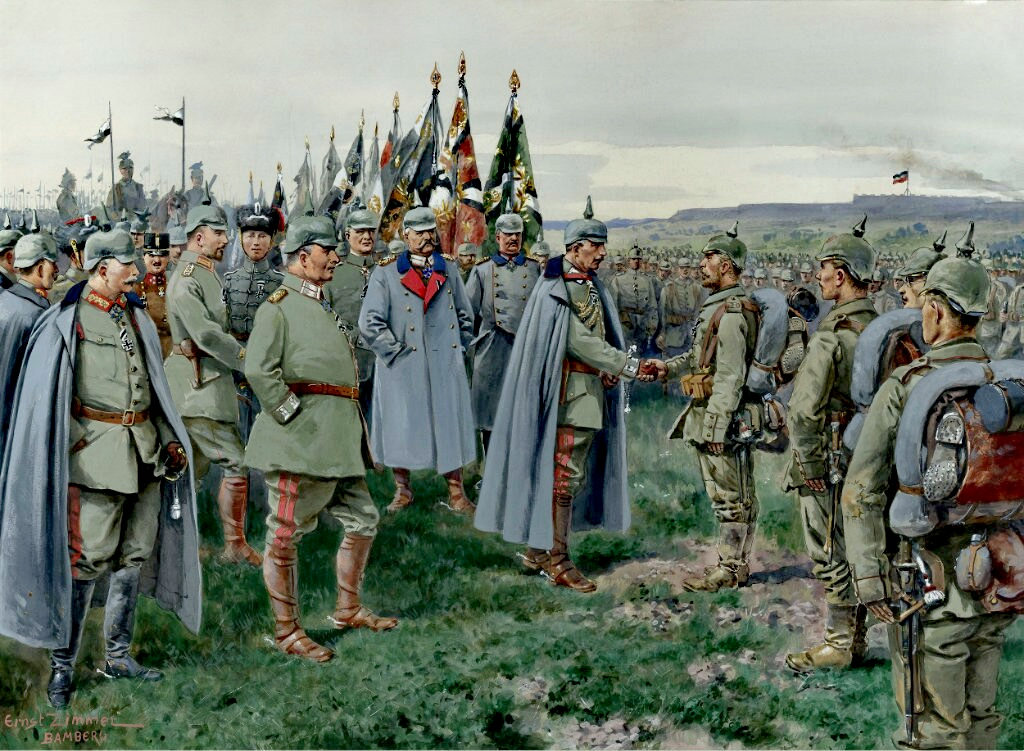
Der Kaiser überreicht den Helden von Nowo-Georgiewsk das Eiserne Kreuz von Ernst Zimmer (1915)

Zimmer begeisterte Prinzregent Luitpold mit seinen ersten Dioramenbildern. Der Prinzregent beauftragte bei Zimmer das Gemälde General von Schmitt mit seinem 1. Jägerbataillon im Gefecht bei Beaumont am 30. August 1870. Zimmer galt als Perfektionist, da er Schauplätze sowie Tageszeiten und Wetterlagen genau in seinen Bildern wiedergab – so berief er Soldaten der Bamberger Kaserne als Modelle ein und ließ sie für seine Bilder posieren. König Ludwig III. besuchte ihn 1912 in seinem Atelier, wo ihm die Goldmedaille für Kunst und Wissenschaft verliehen wurde. In seinem Nachruf von 1924 schrieb das Bamberger Tagblatt: „Sein Atelier gleicht einem kleinen Museum, in dem die verschiedensten Uniformstücke, Waffenausrüstungen und Fahnennachbildungen wohlgeordnet untergebracht sind.“

## Werke

### Gemälde (Auswahl)
- Das Lauenburgische Jäger-Bataillon Nr. 9 bei Gravelotte (Kreismuseum Ratzeburg), 1910
- Der Kaiser überreicht den Helden von Nowo-Georgiewsk das Eiserne Kreuz, 1915, 52 × 70 cm, Gouache auf Papier[3]
- Spähtruppgefecht, 1916, 77 × 57 cm, Gouache auf Papier[4]
- Stürmende Franzosen, 1916, 58 × 38 cm, Tusche, Deckglas auf Papier[5]
- Stürmende Infanterie, 1917, 59 × 90 cm, Gouache auf Papier[6]
- Waldgefecht, 1917, 50 × 33 cm, Tusche, Deckweiß auf Papier[7]
- Blick auf die winterliche Altenburg, 1919, 65 × 47 cm, Öl auf Leinwand[8]
- Ansicht von Bamberg. Von der Altenburg aus schweift der Blick des Betrachters durch das sommerliche Tal auf die Stadt, 1920, 48 × 72 cm, Aquarell[9]
- Hornist des Kgl. Bayerischen 1. Ulanen-Regiments, 1922, 40 × 34 cm, Aquarell auf Karton[10]
- Gefecht im Bois Brûle, 1923, 80 × 150 cm, Öl auf Leinwand[11]

### Illustrationen (Auswahl)

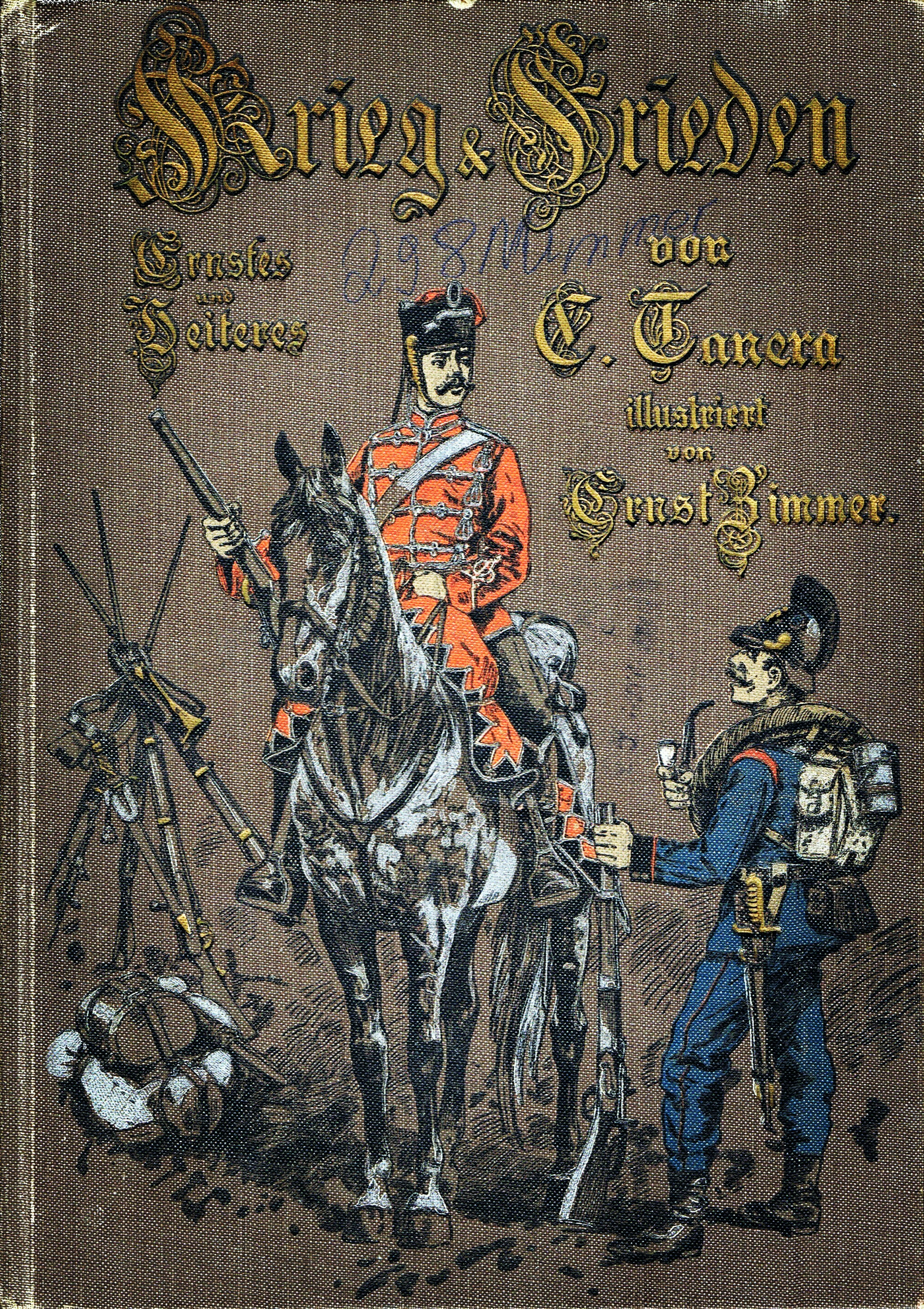
Frontdeckel des Buches Krieg und Frieden. Ernstes und Heiteres

- Karl Tanera: Vom Nordkap zur Sahara. 16. Auflage, Union, Stuttgart/Berlin/Leipzig 1922.
- Karl Tanera: Aus der Prima nach Tientsin. 10. Auflage, Hirt, Leipzig 1917.
- Karl Tanera:  Krieg und Frieden. Ernstes und Heiteres. Oestergaard, Berlin 1900.
- Walter Heichen: Im Kampf um die Dardanellen: Erzählung aus dem Weltkriege. Mars, Berlin 1916.
- Victor Blüthgen: Der Weg zum Glück. Union, Stuttgart/Berlin/Leipzig 1912.
- Adam Josef Cüppers: Der Gotenfürst: Erzählung aus Germaniens Vorzeit. 3. Auflage, Bachem, Köln 1913.
- Heinrich von Steinaecker: Unter den Fahnen des Hohenzollernschen Füsilier-Reg. Nr.4 0 im Kriege 1870/71. Bachern, Köln 1911.
- Wilhelm Jensen: Ein Frühlingsnachmittag. Hillger, Berlin/Leipzig 1908.
- Amélie Linz: Weihnachtsgrüße. 4. Auflage. Union Dt. Verlagsges., Stuttgart 1905.
- Otto Elster: Unter St. Jürgens Schutz. R. Eckstein, Berlin 1898.
- Hans Hopfen: Im Schlaf geschenkt. 4. Auflage, E. Eckstein Nachf., Berlin 1896?.
- Valeska Gräfin Bethusy-Huc: Die Freier der Wittwe. R. Eckstein Nachf., Berlin 1895.[12]